# Rudolf Geiselberger

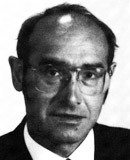
Rudolf Geiselberger

Rudolf Geiselberger (* 7. Februar 1933; † 3. Mai 1987 auf dem Thaneller/Tirol) war ein deutscher katholischer Priester.

## Leben
Nach seiner Berufsausbildung zum Landschaftsgärtner studierte Rudolf Geiselberger katholische Theologie in München. Am 23. Juli 1967 empfing er die Priesterweihe. Am 1. September 1973 wurde er zum Diözesanpräses des Kolpingwerkes in der Diözese Augsburg berufen. Ab 1978 war er auch Vorsitzender der Kolping-Stiftung Augsburg. 1980 wurde Geiselberger von Bischof Josef Stimpfle zum Geistlichen Rat ernannt. Papst Johannes Paul II. ernannte ihn 1984 zum Monsignore. Rudi Geiselberger starb während einer Bergwanderung am Thaneller an Herzversagen. Er wurde auf dem Friedhof in Penzberg beigesetzt. Auf dem Thaneller wurde in der Nähe des Ortes, wo man ihn tot fand, ein Gedenkkreuz errichtet. Nach seinem Tod gründete das Kolpingwerk in der Diözese Augsburg die Kolpingstiftung-Rudolf-Geiselberger.

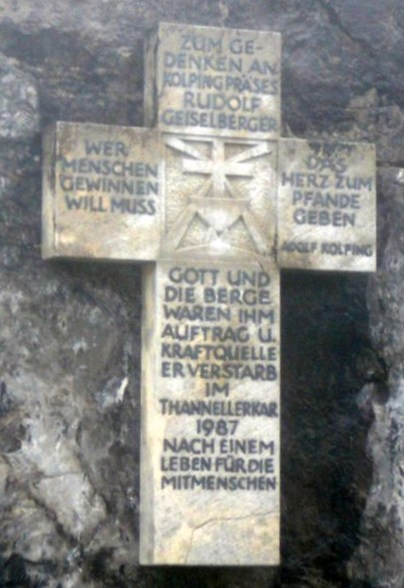
Gedenkkreuz für Rudolf Geiselberger auf dem Thaneller